# Кутульский сельсовет
Кутульский сельсовет  — административно-территориальная единица и муниципальное образование со статусом сельского поселения в Курахском районе Дагестана Российской Федерации.
Административный центр — село Кутул.

## Население
| 2002 | 2010 | 2012 | 2013 | 2014 | 2015 | 2016 |
| ---- | ---- | ---- | ---- | ---- | ---- | ---- |
| 251  | ↘216 | ↘212 | ↗234 | ↗246 | ↗247 | ↘246 |
| 2017 | 2018 | 2019 | 2020 | 2021 | 2023 | 2024 |
| ↗250 | ↘248 | ↗250 | ↘242 | ↗250 | ↗256 | ↗259 |
| 2025 |      |      |      |      |      |      |
| ↗263 |      |      |      |      |      |      |

## Состав
| № | Населённый пункт | Тип населённого пункта       | Население |
| - | ---------------- | ---------------------------- | --------- |
| 1 | Ахниг            | село                         | ↗30       |
| 2 | Кутул            | село, административный центр | ↗220      |